# Zvonařská dílna Tomášková-Dytrychová
ZVONAŘSKÁ DÍLNA TOMÁŠKOVÁ-DYTRYCHOVÁ s.r.o. je firma založená Josefem Dytrychem se sídlem v Brodku u Přerova. Jedná se o jednoho z největších evropských výrobců zvonů.[zdroj?]

## Historie
Firmu založil roku 1950 Josef Dytrych, ovšem po patnácti letech náhle zemřel a vedení se ujala jeho žena Laetitia. Firma si po dobu celé své existence zakládá na rodinné tradici, dále ji pak tedy vedla jejich dcera Marie Tomášková-Dytrychová, za které výroba firmy značně vzrostla (až 1500 vyrobených zvonů různé velikosti za rok), a po ní aktuální majitelka Leticie Vránová-Dytrychová. Firma je jednou z největších zvonařských dílen a v minulosti se na výzdobě zvonů podílel např. akademický sochař Otmar Oliva. Firma má stálou zvonařskou expozici v muzeu Komenského v Přerově a její zvony se objevily v roce 2005 na světové výstavě EXPO v japonském Aiči.

## Výrobky
Firma se specializuje na výrobu zvonů, které kromě České a Slovenské republiky exportuje do celého světa. Kromě zvonů vyrábí také drobné lité výrobky. Jako zvonařskou značku užívá otisk větvičky túje severské.
Mezi nejslavnější výrobky firmy patří zvon darovaný papeži Janu Pavlu II., když roku 1990 navštívil Československo nebo výroba sedmi zvonů k projektu Zvony smíření a tolerance pro katedrálu sv. Martina v Bratislavě. Zvony dodávala do všech koutů světa včetně Japonska, Texasu nebo Jihoafrické republiky. Důkazem o kvalitě zvonů se stala dodávka dvou zvonů pro vídeňskou filharmonii a také několik zvonkoher v různých městech světa. Největší zvon, jež dílna zrestaurovala, byl Urban pro košickou katedrálu s hmotností 6200 kg. Firma se zabývá též restaurátorskými pracemi a výrobou předmětů technikou přesného lití.
Na jaře 2014 navštívil dílnu prezident Miloš Zeman, kterému byla věnována kopie odlitku anglického lva. Jednalo se o 20 centimetrové těžítko symbolizující prezidentovu funkci a sílu. Stejného roku vyznamenal prezident majitelku firmy Leticii Vránovou-Dytrychovou Medailí prvního stupně za zásluhy o republiku v hospodářské oblasti.

## Fotogalerie

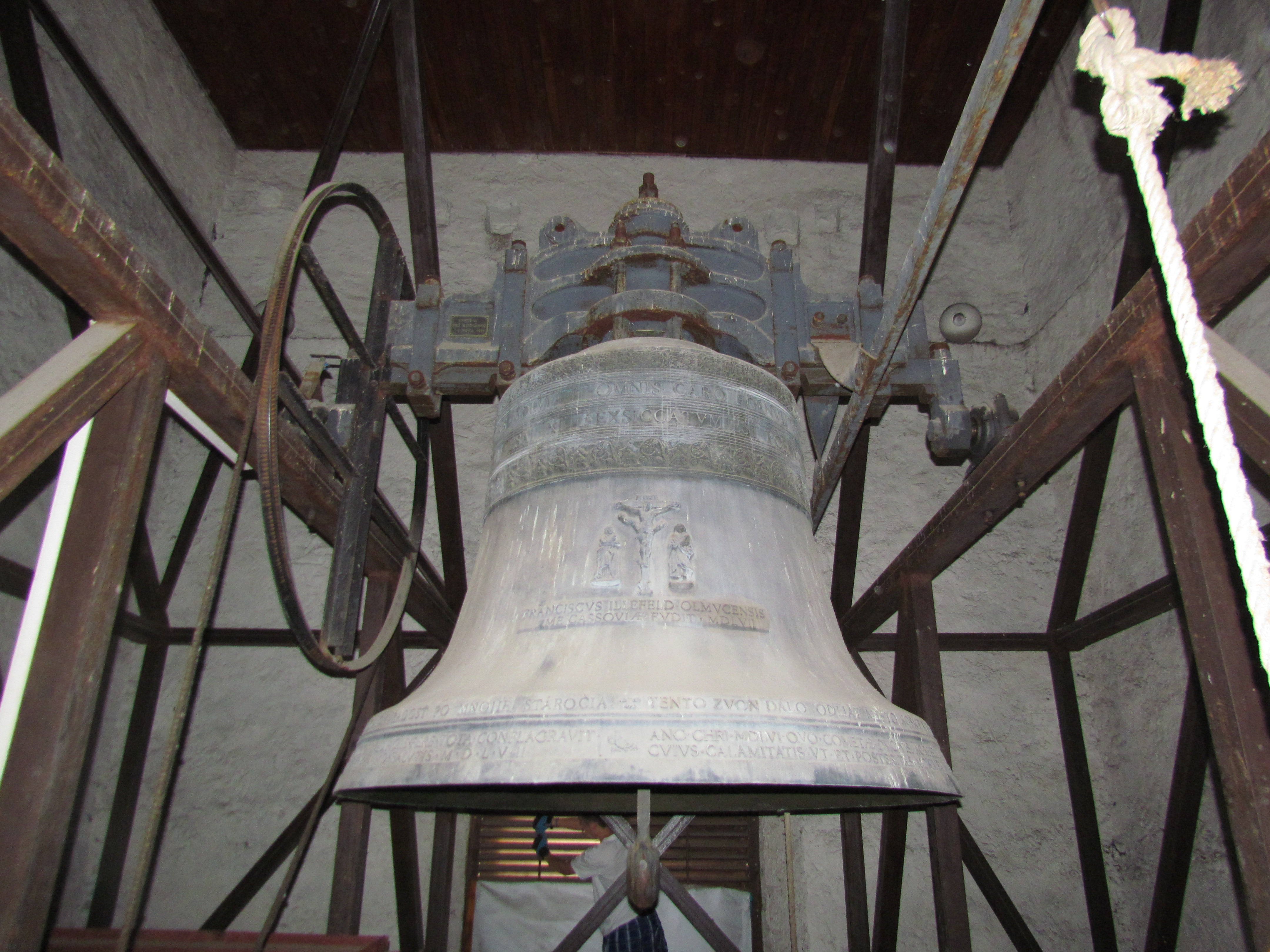
Zvon Urban
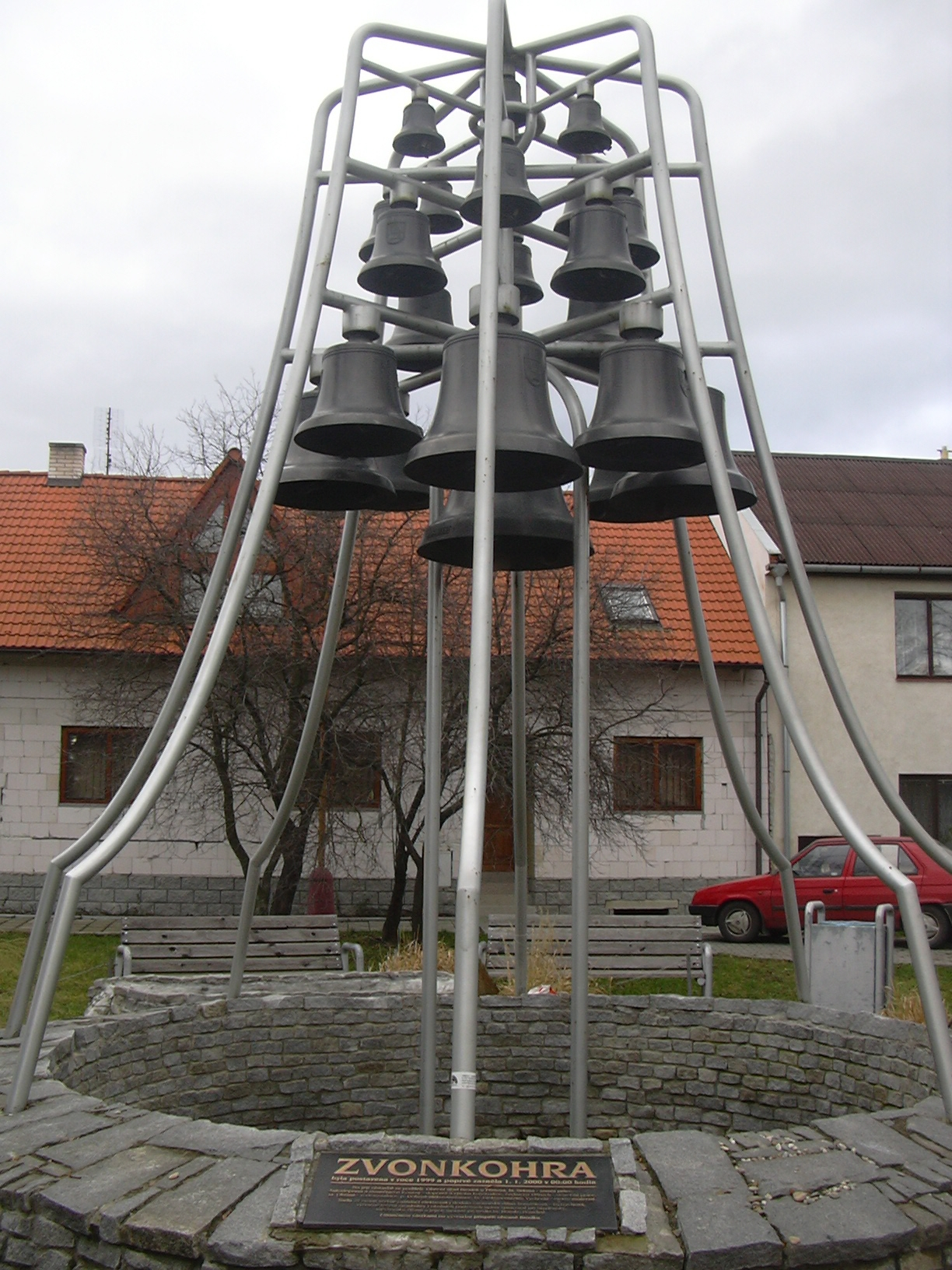
Zvonkohra v Brodku u Přerova